# 세로토닌 증후군
세로토닌 증후군(Serotonin syndrome)은 특정 세로토닌성 약물이나 마약의 사용으로 인해 발생하는 증후군으로, 증상은 경미한 것부터 심각한 것까지 다양하다. 경미한 경우 고혈압, 보통 발열을 동반하지 않는 빠른 심박수 등이 나타날 수 있으며, 중간 정도의 증상으로는 체온 상승, 흥분, 과반사증(hyperreflexia), 떨림, 발한, 동공 확장, 설사 등이 있고, 심한 경우 체온이 섭씨 41.1도 이상으로 올라갈 수 있다. 합병증으로 발작이나 근육 융해증이 있을 수 있다.